# Draculo shango
Draculo shango és una espècie de peix de la família dels cal·lionímids i de l'ordre dels perciformes.

## Morfologia
- Els mascles poden assolir 2,5 cm de longitud total.[3][4]

## Hàbitat
És un peix marí, de clima tropical i demersal que viu entre 0-3 m de fondària.

## Distribució geogràfica
Es troba a Nigèria i el Camerun.

## Observacions
És inofensiu per als humans.